# Foreigner (Foreigner)
| Recensione | Giudizio |
| ---------- | -------- |
| AllMusic   |          |

Foreigner è il primo album in studio del gruppo anglo-statunitense Foreigner, pubblicato nel marzo del 1977 dalla Atlantic Records.

## Tracce
Lato A
1. Feels Like the First Time – 3:49 (Mick Jones)
2. Cold as Ice – 3:19 (Mick Jones, Lou Gramm)
3. Starrider – 4:01 (Mick Jones, Al Greenwood)
4. Headknocker – 2:58 (Lou Gramm, Mick Jones)
5. The Damage Is Done – 4:15 (Mick Jones, Lou Gramm)

Durata totale: 18:22
Lato B
1. Long, Long Way from Home – 2:53 (Mick Jones, Lou Gramm, Ian McDonald)
2. Woman Oh Woman – 3:49 (Mick Jones)
3. At War with the World – 4:18 (Mick Jones)
4. Fool for You Anyway – 4:15 (Mick Jones)
5. I Need You – 5:09 (Lou Gramm, Mick Jones)

Durata totale: 20:24
Edizione CD del 2002, pubblicato dalla Rhino Records (R2 74270)
1. Feels Like the First Time – 3:54 (Mick Jones)
2. Cold as Ice – 3:24 (Mick Jones, Lou Gramm)
3. Starrider – 4:03 (Mick Jones, Al Greenwood)
4. Headknocker – 3:05 (Lou Gramm, Mick Jones)
5. The Damage Is Done – 4:19 (Mick Jones, Lou Gramm)
6. Long, Long Way from Home – 2:55 (Mick Jones, Lou Gramm, Ian McDonald)
7. Woman Oh Woman – 3:53 (Mick Jones)
8. At War with the World – 4:27 (Mick Jones)
9. Fool for You Anyway – 4:17 (Mick Jones)
10. I Need You – 5:18 (Lou Gramm, Mick Jones)
11. Feels Like the First Time (Demo) – 3:40 (Mick Jones) – Bonus Track
12. Woman Oh Woman (Demo) – 4:15 (Mick Jones) – Bonus Track
13. At War with the World (Demo) – 5:00 (Mick Jones) – Bonus Track
14. Take Me to Your Leader (Demo) – 3:40 (Mick Jones) – Bonus Track

Durata totale: 56:10

## Formazione
- Lou Gramm – voce solista, percussioni
- Mick Jones – chitarra solista, cori
- Ian McDonald – chitarre, strumenti a fiato, tastiere, cori
- Ed Gagliardi – basso, cori
- Al Greenwood – tastiere, sintetizzatori
- Dennis Elliott – batteria, cori

Altri musicisti:
- Rick Seratte – tastiere
- Ian Lloyd – cori